# 郡上市立大中小学校
郡上市立大中小学校 （ぐじょうしりつ おおなかしょうがっこう）は、岐阜県郡上市白鳥町にある公立小学校。

## 概要
- 通学区域は白鳥町大島、白鳥町中津屋である。公立中学校の進学先は郡上市立白鳥中学校である[2]。
- 校名の「大中」は、校区の大島、中津屋を合成した名である。
- 地元以外の人からみると校名がユニークということで「ナニコレ珍百景」でも取り上げられたことがある。

## 沿革
- 1873年（明治6年） - 大島村に逢島義校が開校。越佐村に分校を設置[3]。
- 1875年（明治8年） - 逢島小学校に改称する。
- 1886年（明治19年） - 大島簡易小学校に改称する。
- 1889年（明治22年） - 
  - 大島簡易小学に校が大島尋常小学校に改称する。
  - 　中津屋村に中津屋尋常小学校が開校。
- 1897年（明治30年）4月1日 - 白鳥村、為真村、大島村、中津屋村、越佐村が合併して上保村が発足。
- 1898年（明治31年） - 大島尋常小学校と中津屋尋常小学校が合併し、上保南尋常小学校となる。
- 1900年（明治33年） - 上保北尋常高等小学校[4]と上保南尋常小学校が合併し、上保尋常高等小学校となる。旧・上保北尋常高等小学校が存続校となり、旧・上保南尋常小学校は大島分教場（中津屋分教場）となる。
- 1919年（大正8年） - 中津屋分教場が大中尋常高等小学校として独立する。
- 1925年（大正14年） - 大中尋常高等小学校が上保尋常高等小学校第二教場となる。
- 1928年（昭和3年）11月10日 - 上保村が町制改称、白鳥町となる。
- 1941年（昭和16年） - 白鳥国民学校第二教場に改称する。
- 1947年（昭和22年） - 白鳥町立白鳥小学校第二教場に改称する。
- 1951年（昭和26年） - 白鳥町立大中小学校として独立する。
- 1978年（昭和53年） - 校舎（鉄筋コンクリート造）、体育館が完成。
- 1983年（昭和58年） - 校舎増築（鉄筋コンクリート造）。
- 2004年（平成16年）3月1日 - 八幡町、大和町、白鳥町、高鷲村、美並村、明宝村、和良村が合併し、郡上市が発足。同時に郡上市立大中小学校に改称する。